# Gryllefjord
Gryllefjord est une localité du comté de Troms, en Norvège.

## Géographie
Administrativement, Gryllefjord fait partie de la kommune de Torsken.